# Sollio
 (février 2019).
Sollio Groupe Coopératif, précédemment connu sous le nom de « La Coop fédérée », est une coopérative québécoise spécialisée dans l'agro-industrie fondée en 1922.

## Histoire

### 1922: fusion de trois coopératives

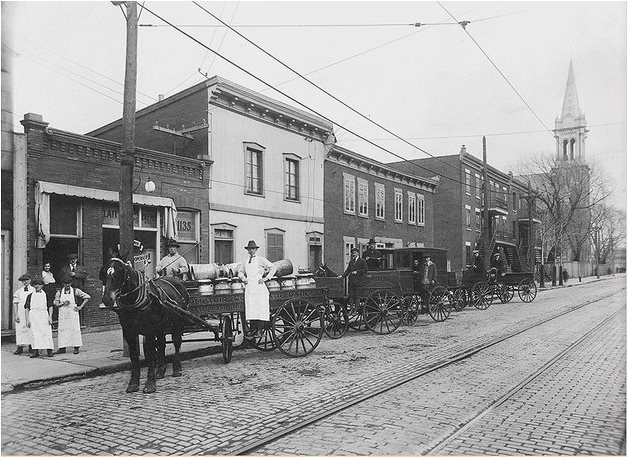
L'arrivée du lait au Comptoir coopératif de Montréal (1916 - 1922)

Au début du XXe siècle, les deux tiers des Québécois vivent à la campagne, le long de la plaine du Saint-Laurent. L’agriculture domine et quelques coopératives sont mises sur pied pour approvisionner les fermiers et transformer leurs produits à partir du vote de la Loi de 1908 sur les coopératives agricoles.
La première coopérative de fabricants de beurre et de fromage naît au Bas-Saint-Laurent en 1910, à l'initiative de Frédéric Boucher, gérant de la fromagerie du Bic. Avec l'aide du ministre de l'Agriculture de l'époque, Joseph-Édouard Caron, les agriculteurs du Bic et du village voisin de Saint-Fabien constituent la Coopérative des fromagers de Québec le 23 avril 1910. Son chiffre d'affaires passe de 364 938  à   8 293 466 $ au cours des neuf premières années d'existence de la coopérative.
Le 29 décembre 1922, une loi permet la création de La Coop fédérée (connue à l'époque sous le nom de Coopérative fédérée de Québec) par la fusion de trois centrales coopératives : la Coopérative des fromagers de Québec, le Comptoir coopératif de Montréal et la Société des producteurs de semences de Sainte-Rosalie. Le siège social de la coopérative est installé à Montréal avec un réseau de succursales à travers la province et le gouvernement provincial participe activement au financement ainsi qu'à la promotion des principes de fonctionnement de la coopérative.

### Poursuite du modèle coopératif et expansion
La coopérative est durement touchée par la récession qui suit le krach boursier de 1929, mais reçoit un appui gouvernemental pour l'aider à surmonter la crise. Elle est alors active dans quatre secteurs : les beurres et fromages, les engrais alimentaires, les semences et engrais minéraux, de même que de la vente de produits de la ferme. Dans le secteur laitier, une concurrence féroce perdure entre La Coop fédérée et le Comptoir coopératif, mis sur pied en 1929 par l’Union des cultivateurs catholiques (UCC), syndicat d’agriculteurs. Le Comptoir est finalement intégré aux actifs de l'entreprise, en 1938. Enfin, en 1939, une centaine de syndicats coopératifs s’affilient à La Coop fédérée, créant ainsi l’unité au sein du mouvement coopératif.
À partir de 1945, La Coop fédérée modernise ses installations avicoles en plus de ses meuneries et fait la promotion de la traite mécanisée du lait à la ferme. Elle lance son propre magazine, Le Coopérateur agricole, dès janvier 1948, après avoir eu une chronique coopérative, à partir de 1938, dans le magazine La Terre de chez nous de l'Union des cultivateurs catholiques. Dans sa forme initiale, Le Coopérateur agricole était un bulletin, diffusé pendant onze ans, jusqu'à mars 1959. Il sera relancé en format magazine, en 1972, et continue d'être publié aujourd'hui.
La Coop fédérée est devenue une grande entreprise pendant la Seconde Guerre mondiale. Le nombre d’employés triple en quelques années. Au milieu des années 1950, elle emploie plus d’un millier de personnes. Elle achète, en 1955, l’entreprise Legrade, spécialisée dans l’abattage et la commercialisation des viandes. En 1958, à la suite d’un besoin exprimé par les cultivateurs, elle ajoute les produits pétroliers à son offre de service.
En 1966, La Coop fédérée se porte au secours d’une coopérative affiliée en difficulté en créant le premier « Centre agricole Coop » avec un statut transitionnel semblable aux anciennes succursales de La Coop fédérée, mais dans un objectif de retourner aux coopérateurs leur entreprise autonome dans les meilleurs délais.

### Acquisitions et leader canadien
En 1975, La Coop fédérée fait un pas important dans le secteur avicole en acquérant Québec Poultry. Sur les 75 millions de poulets de gril élevés par les aviculteurs québécois, les deux tiers sont abattus par La Coop fédérée et les coopératives de Saint-Anselme et de Saint-Damase. La Coop fédérée fusionne en 1991 les activités de sa division des viandes, Turcotte & Turmel, avec le Groupe Olympia ltée, pour former Olymel. Olymel est le premier producteur de porcs au Canada . Olymel est maintenant le plus grand exportateur canadien de produits de porc et de volaille[réf. nécessaire].
En 1990, Groupe Lactel, regroupant la division laitière de La Coop fédérée et cinq coopératives affiliées, devient le plus important exportateur privé de produits laitiers au Canada. En 1993, la division de la transformation de la volaille de La Coop fédérée change de nom et devient Aliments Flamingo.

Logo de la coopérative avant 2020.

En 2000, La Coop fédérée vend à Agropur sa participation dans les activités de Groupe Lactel.
En 2004, la plus importante coopérative agricole du Québec change de visage et de nom et devient La Coop fédérée. Cette nouvelle image reflète le dynamisme d’une entreprise qui, de génération en génération, a su incarner la passion des gens et de la terre.
En 2005, La Coop fédérée met en place le Porc-Coop qui se veut une première étape dans la constitution d’une véritable filière porcine coopérative. Cette même année voit également l’arrivée d’un nouveau partenaire dans Olymel soit le Groupe Brochu/Lafleur.
En 2008, La Coop fédérée a acquis Agronomy Company of Canada Ltd, une importante entreprise de distribution de fertilisant, ce qui en fait le plus important distributeur de produits de productions végétales dans l’est du Canada. En 2008 également, La Coop fédérée met sur pieds un Fonds coopératif d’aide à la relève agricole pour soutenir financièrement les jeunes agriculteurs et contribuer au développement de leurs compétences en agronomie et en gestion financière et coopérative. 529 jeunes agriculteurs ont bénéficié du fonds depuis ce temps.
En 2014, La Coop fédérée fait l'acquisition des actifs de Big Sky Farms, qui est renommé OlySky. Disposant d'un cheptel de 42 000 truies, la production annuelle d'OlySky s'élève à un million de porcs. Elle fait aussi l'acquisition d'une participation minoritaire dans Groupe BMR.
En 2015, La Coop fédérée annonce l'acquisition complète du Groupe BMR. C'est cette même année, grâce à ses engagements en matière de développement, de santé et de confiance réciproque, que La Coop fédérée fait son entrée dans le prestigieux cercle des Employeurs de choix, à la suite des résultats de l’enquête pancanadienne menée par la firme Aon.
En 2016-17, La Coop fédérée regroupe ses activités de distribution d'énergies (Sonic) avec celles de Groupe Filgo. Le réseau de La Coop devient donc partenaire à 50% de la nouvelle entreprise née de cette fusion: le Groupe Filgo-Sonic,.
En 2019, la Division agricole de La Coop fédérée devient Sollio Agriculture,. Il s'agit d'une nouvelle dénomination qui regroupera toutes les activités de ce qui était préalablement connu sous le nom de la division agricole de La Coop fédérée. « La Division agricole, ADN de notre mission, se modernise en se dotant ainsi d’un outil stratégique, soit une marque forte, afin de se démarquer dans un marché de plus en plus compétitif, caractérisé notamment par une vague de consolidations sans précédent dans le domaine agricole et agroalimentaire. Je souhaite bon succès à Sollio Agriculture », Ghislain Gervais, président de La Coop fédérée à propos du changement de marque.

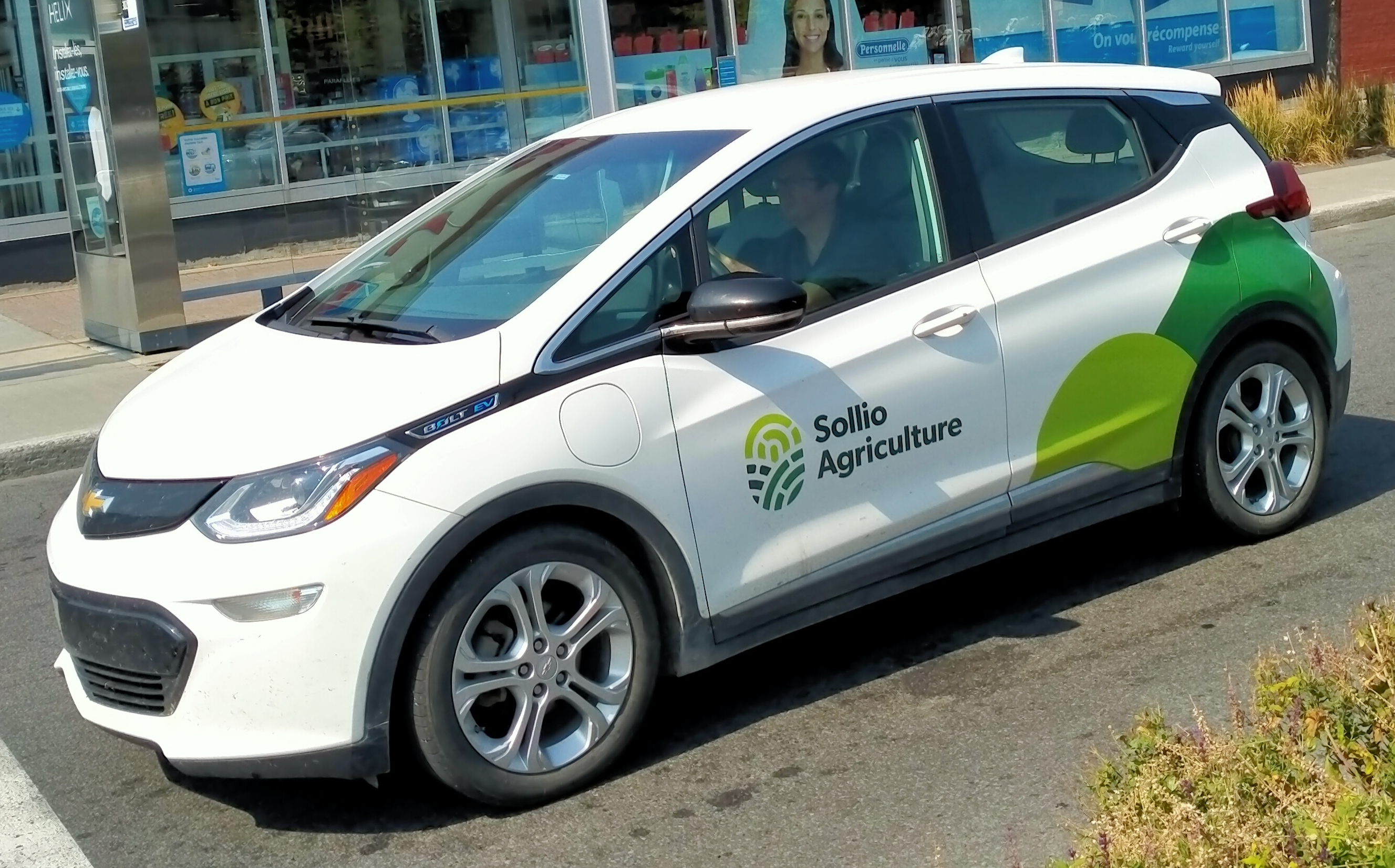
Véhicule Chevrolet Bolt identifié aux couleurs de Sollio.

En février 2020, La Coop fédérée change de nom en devenant Sollio Groupe Coopératif 

## Le magazineCoopérateur
Le Coopérateur, autrefois Le Coopérateur agricole, est la publication de Sollio Groupe Coopératif depuis 1972. Ce magazine promeut la coopération, diffuse de l’information technico-économique et traite des grands enjeux qui touchent l’agriculture et l’agroalimentaire. Cette publication est offerte gratuitement à tous les membres du réseau de Sollio Groupe Coopératif.
Son premier exemplaire date de 1948, alors qu’il était présenté comme un feuillet de huit pages. Ce format prit fin en 1959 lors de sa fusion avec la revue Ensemble!. Ce n’est qu’en 1972 que le Coopérateur renaîtra sous le format d’un magazine.